# Barbaro Fines
Barbaro Fines Fortes est un pianiste cubain né en 1982 à La Havane. 

## Biographie
Il est le neveu de Manolito Simonet. Son oncle, Orlando Canto, est le flûtiste de Los Van Van.
Il commence la musique dès l’âge de 5 ans et suit des études de piano, entre autres au Conservatoire National de Musique Alejandro Garcia Caturla.
À 15 ans il joue avec « La Suprema Ley », le premier groupe créé par Maikel Blanco (ce dernier est alors âgé de 18 ans).
Plus tard, il travaillera avec plusieurs groupes musicaux très connus, comme La Charanga Forever, Bakuléyé, Issac Delgado, Paulito FG, et bien d’autres.
En 2002, il débarque au Pérou pour intégrer Los Conquistadores de la Salsa. 
Il fera plusieurs autres allers-retours Cuba-Pérou pour travailler avec le groupe La Caro Band, et finira par s’établir définitivement au Pérou en 2010.
Barbaro Fines va alors créer son propre groupe de timba, Barbaro Fines y su Mayimbe, du nom d'un vautour sacré pour le rituel Palo Mayombe. Cet oiseau vole haut dans le ciel et il est considéré comme un messager de Dieu (d'où le nom du second album : Mensajeros de Dios)
Il va prendre au chant un autre cubain qui vit aussi au Pérou, Rafael Labarrera Montero, ancien chanteur de Bamboleo et fils de Manolo Labarrera, un des percussionnistes de Los Van Van.
La dizaine d'autres chanteurs et musiciens sont des Péruviens.

## Composition du groupe
2016:
- Pianos : Barbaro Fines Fortes
- Chant : Gary Lobatón, Pietro Martín, Fabian Quiala, Rey Sosa
- Congas : Daniel Huaman "Dany"
- Güiro : Luis Sosa "El Baby"
- Batterie et Timbal : Ronald Maguiña
- Baby Bass : Norberto Valdés "Tibu"
- Trombones : Carlos Arana, Denis Vela
- Trompettes : Rudy Ubillus, Pavel Fernández
- Flûte et claviers : Michel Fernández